# Långsjön (Byske socken, Västerbotten)
Långsjön är en sjö i Skellefteå kommun i Västerbotten och ingår i Åbyälven-Byskeälvens kustområde. Sjön har en area på 2,01 kvadratkilometer och ligger 79 meter över havet. Sjön avvattnas av vattendraget Långsjöbäcken.

## Delavrinningsområde
Långsjön ingår i det delavrinningsområde (722732-174651) som SMHI kallar för Utloppet av Långsjön. Medelhöjden är 98 meter över havet och ytan är 9,37 kvadratkilometer. Räknas de 3 avrinningsområdena uppströms in blir den ackumulerade arean 17,82 kvadratkilometer. Långsjöbäcken som avvattnar avrinningsområdet har biflödesordning 2, vilket innebär att vattnet flödar genom totalt 2 vattendrag innan det når havet efter 18 kilometer. Avrinningsområdet består mestadels av skog (71 procent). Avrinningsområdet har 2,01 kvadratkilometer vattenytor vilket ger det en sjöprocent på 21,4 procent.